# Margarita Eduviges de Hohenlohe-Neuenstein
Margarita Eduviges de Hohenlohe-Neuenstein (en alemán: Margarethe Hedwig zu Hohenlohe-Neuenstein; Neuenstein, 1 de junio de 1625-Birkenfeld, 24 de diciembre de 1676) era condesa de Hohenlohe-Noyenshtayn-Weikersheim, a través de su matrimonio era condesa Palatina del Rin y duquesa de Palatinado-Birkenfeld.

## Primeros años de vida
Ella fue hija de Carlos VII de Hohenlohe-Neuenstein (1582-1641) y de su esposa la condesa Palatina del Rin Sofía del Palatinado-Zweibrücken-Birkenfeld (1593-1676), hija de Conde Palatino del Rin y Duque Carlos I del Palatinado-Zweibrücken-Birkenfeld y su esposa, la princesa Dorotea de Brunswick-Luneburgo.

### Matrimonio e hijos
Margarita Eduviges se casó el 26 de septiembre de 1658 en Noyenshtayn con el Duque y Conde Palatino del Rin Carlos II Otón del Palatinado-Zweibrücken-Birkenfeld (1625-1671), hijo del Duque y Conde Palatino del Rin Jorge Guillermo, Conde Palatino de Zweibrücken-Birkenfeld y de su primera esposa la condesa Dorotea de Solms-Sonnenwalde. Tuvieron tres hijos:
- Carlos Guillermo (22 de agosto de 1659 - 18 de abril de 1660).
- Carlota Sofía (14 de abril de 1662 - Allenbach, 14 de agosto de 1708).
- Eduviges Leonor María (17 de agosto de 1663 -Birkenfeld, 12 de abril de 1721).

Ella murió en Birkenfeld y fue enterrada en Meisenheim.